# Parvaroa cinerea
Parvaroa cinerea är en fjärilsart som beskrevs av Holloway 1976. Parvaroa cinerea ingår i släktet Parvaroa och familjen tofsspinnare. Inga underarter finns listade i Catalogue of Life.